# باصونة
قرية باصونة هي إحدى القرى التابعة لمركز المراغة بمحافظة سوهاج في جمهورية مصر العربية. حسب إحصاءات سنة 2006، بلغ إجمالي السكان في باصونة 8974 نسمة، منهم 4714 رجل و4260 امرأة.